# Chrodobert
Chrodobert (Chrodobertus) (zm. 695) – arcybiskup Paryża w połowie VII wieku, następca św. Landeryka. Jednocześnie był biskupem Tours.